# Повстання в Каутокейно
«Повстання в Каутокейно» — історична драма саамського режисера Нільса Гаупа, знята на основі однойменних подій 1852 року.

## Сюжет
В Каутокейно єдиною розвагою в місті був паб, яким володів Карл Йохан Рут. У місцевих жителів, які схильні до вживання спиртного, часто відбирали майно торговці алкоголем. Головна героїня Елен і її родичі знайомиться з проповідником Ларсом Лестадіусом. Під впливом його проповідей вони починають закликати людей до відродження етики та моралі, а також відмови від випивки, яка призводить до деградації. Розуміючи кількість збитків, яких може зазнати бізнес Рута, він шукає підтримки у місцевої влади та церкви. Починаються арешти: чоловіки потрапляють за ґрати. Жінки самотужки намагаються стримати стадо оленів, але це їм не вдається. В місто приїздить єпископ, який призначає суд, після якого ув'язнених затримують на більший термін разом з Елен. Боротьба з несправедливістю переросла в кровопролитне повстання, яке було придушено.

## У ролях
| Актор                 | Роль                |
| --------------------- | ------------------- |
| Анні-Крістіна Юусо    | Елен Скум           |
| Аслат Матте Гауп      | Матіс Хетта         |
| Міккель Гауп          | Аслак Хетта         |
| Мікаель Нюквіст       | Ларс Леві Лестадіус |
| Йорген Лангхелле      | Хольмбое            |
| Бьорн Сундквіст       | Нільс Вібе Стокфлет |
| Стіг Хенрік Хофф      | асистен             |
| Петер Андерссон       | Ларс Йохан Бухт     |
| Сільє Холтет          | Анне Елізе Блікс    |
| Інгер Утсі            | бабуся              |
| Ніколай Костер-Валдау | єпископ Юель        |
| Нільс Педер Гауп      | Монс Сомбі          |
| Мікаел Персбрандт     | Карл Йохан Рут      |

## Створення фільму

### Виробництво
Зйомки фільму проходили в Молсельві (Трумс) та Каутокейно (Фіннмарк), Норвегія.

### Знімальна група
- Кінорежисер — Нільс Гауп
- Сценаристи — Нільс Ісак Ейра, Нільс Гауп, Рейдар Йонссон, Пелоне Вал
- Кінопродюсери — Ерік Діш, Тове Клеввік, Йорге Сторм Розенберг, Жанетт Сунбю
- Кінооператор — Філіп Егорд
- Кіномонтаж — Ян-Олоф Сварвар, Томас Тенг
- Художник-постановник — Карл Юліуссон
- Художник-декоратор — Тор Вігвуссон
- Підбір акторів — Селіне Енгебрігтсен[4].

## Сприйняття

### Критика
Фільм отримав переважно схвальні відгуки. На сайті Rotten Tomatoes оцінка стрічки становить 81 % на основі 1 997 відгуків від глядачів із середньою оцінкою 3,8/5. Фільму зарахований «попкорн» від глядачів, Internet Movie Database — 6,8/10 (2 466 голосів).

### Номінації та нагороди
| Нагороди та номінації фільму «Повстання в Каутокейно» | Нагороди та номінації фільму «Повстання в Каутокейно» | Нагороди та номінації фільму «Повстання в Каутокейно» | Нагороди та номінації фільму «Повстання в Каутокейно» | Нагороди та номінації фільму «Повстання в Каутокейно» | Нагороди та номінації фільму «Повстання в Каутокейно» |
| Рік                                                   | Кінофестиваль/кінопремія                              | Категорія/нагорода                                    | Номінант                                              | Результат                                             |                                                       |
| ----------------------------------------------------- | ----------------------------------------------------- | ----------------------------------------------------- | ----------------------------------------------------- | ----------------------------------------------------- | ----------------------------------------------------- |
| 2008                                                  | «Аманда»                                              | Найкраща акторка                                      | Анні-Крістіна Юусо                                    | Перемога                                              |                                                       |
| 2008                                                  | «Аманда»                                              | Найкраща операторська робота                          | Філіп Егорд                                           | Перемога                                              |                                                       |
| 2008                                                  | «Аманда»                                              | Найкраща робота художника-постановника                | Карл Юліуссон                                         | Перемога                                              |                                                       |
| 2008                                                  | «Аманда»                                              | Найкраща музика до фільму                             | Марі Бойне                                            | Перемога                                              |                                                       |
| 2008                                                  | «Аманда»                                              | Найкращий монтаж                                      | Ян-Олоф Сварвар, Томас Тенг                           | Номінація                                             |                                                       |
| 2008                                                  | «Аманда»                                              | Найкращий звуковий дизайн                             | Пер Бостром                                           | Номінація                                             |                                                       |